# 마쓰다이라 노부타카 (다키와키 마쓰다이라가)
마쓰다이라 노부타카(일본어: 松平信嵩, 1710년 ~ 1731년 8월 29일)는 스루가 오지마 번의 제3대 번주이다. 종5위하 아와노카미(安房守)에 서임된다.
1710년 단바 사사야마 번의 제4대 번주 마쓰다이라 노부쓰네의 6남으로 태어나, 아명을 기노스케(己之助, 箕之助)라고 했다. 자식은 장남 마쓰다이라 시게노부와 도다 다네카즈(戸田種員)의 처였다가 후에 도다 우지즈미(戸田氏住)의 처가 되는 딸 등이 있다.
1721년(교호 6년), 선대 번주인 마쓰다이라 노부하루의 양자가 되어, 1724년(교호 9년) 노부하루가 죽자 뒤를 이었다. 번 재정의 재건을 위해, 영민에게서 세금을 징수하기도 했지만 효과는 없었다. 1731년 8월 29일(교호 16년 7월 27일)에 22세로 죽는다. 법호는 소진원(昭真院)이며, 묘소는 도쿄도 다이토구 시타야(下谷)의 에이신지(英信寺)에 있다.
가독은 장남 시게노부가 상속했다.
| 전임 마쓰다이라 노부하루 | 제10대 다키와키 마쓰다이라 가문 당주 1724년 ~ 1731년 | 후임 마쓰다이라 시게노부 |

| 전임 마쓰다이라 노부하루 | 제3대 오지마 번 번주 1724년 ~ 1731년 | 후임 마쓰다이라 시게노부 |